# 시저스 엔터테인먼트
시저스 엔터테인먼트(Caesars Entertainment)는 미국의 카지노 호텔 체인이다. 네바다주 패러다이스에 본사가 있다. 미국 전역에 50여개의 카지노 호텔과 7개의 골프장을 운영하고 있다. 시저스는 세계에서 4번째로 큰 도박 기업이다. 2010년 11월 23일, 하라스 엔터테인먼트(Harrah's Entertainment)에서 현재 이름으로 바꾸었다.